# 孩童查理
孩童查理（拉丁語：Karolus puer，847/848年－866年9月29日）是855年10月至866年去世时的阿基坦国王。
孩童查理是秃头查理的次子，口吃者路易的弟弟。孩童查理被曾于838年统治阿基坦公国的父亲作为安抚阿基坦分离主义者的工具：阿基坦人此前曾反抗过秃头查理，此时东法兰克国王日耳曼人路易要求派自己的一个儿子统治他们。日耳曼人路易派遣了他的次子青年路易，迫使秃头查理释放了他的竞争对手阿基坦的丕平二世，丕平二世成功地集结了贵族来支持他和秃头查理，以此来对抗青年路易，使得青年路易被赶出当地。然而到了当年10月，丕平二世在仍在反抗中的阿基坦人中失去了声望，这促使秃头查理任命孩童查理为阿基坦国王。孩童查理在利摩日适时地进行了涂膏加冕仪式，但不到1年阿基坦人就让丕平二世替代了他，随后阿基坦人又废黜了丕平二世，重新恢复了孩童查理的位置。丕平二世于864年被捕，后被关押到了桑利斯的监狱，从此之后他消失在了历史记录中。
与此前统治阿基坦下级国王的虔诚者路易、丕平一世和丕平二世不同，孩童查理完全没有实权。在840年之前，阿基坦是由自治国王亲自统治，然而在秃头查理成为西法兰克国王后，试图维持他在阿基坦的权力。因此，孩童查理及他的哥哥口吃者路易不能亲自统治，没有司法权，也不能发行任何文书；他们没有权力授予特权，资助宗教机构，或处置王室财产。阿基坦的所有权力都归秃头查理控制，于是当秃头查理不在当地时，当地的贵族们逐渐获得了这些权力。
即便如此，随着孩童查理逐渐成长，他开始行使一点属于自己控制下的权力。比如在862年，孩童查理违背父亲的意愿选择并迎娶了一位妻子。他的妻子姓名不详，但可以肯定是一位名叫亨伯特（Humbert）的伯爵的遗孀。秃头查理在863年重申了他对儿子的统治，迫使孩童查理抛弃了自己的妻子并忠于父亲。一年后，在一次模拟格斗中，孩童查理被狩猎团队中的一员意外用剑击中头部，维埃纳主教区的阿多（Ado of Vienne）称“查理因受苦而被羞辱”，这一打击使他精神上丧失了行为能力，直至他于866年去世。孩童查理去世时无子嗣，被埋葬在布尔日。